# Alfred Bollinger (Mediziner)

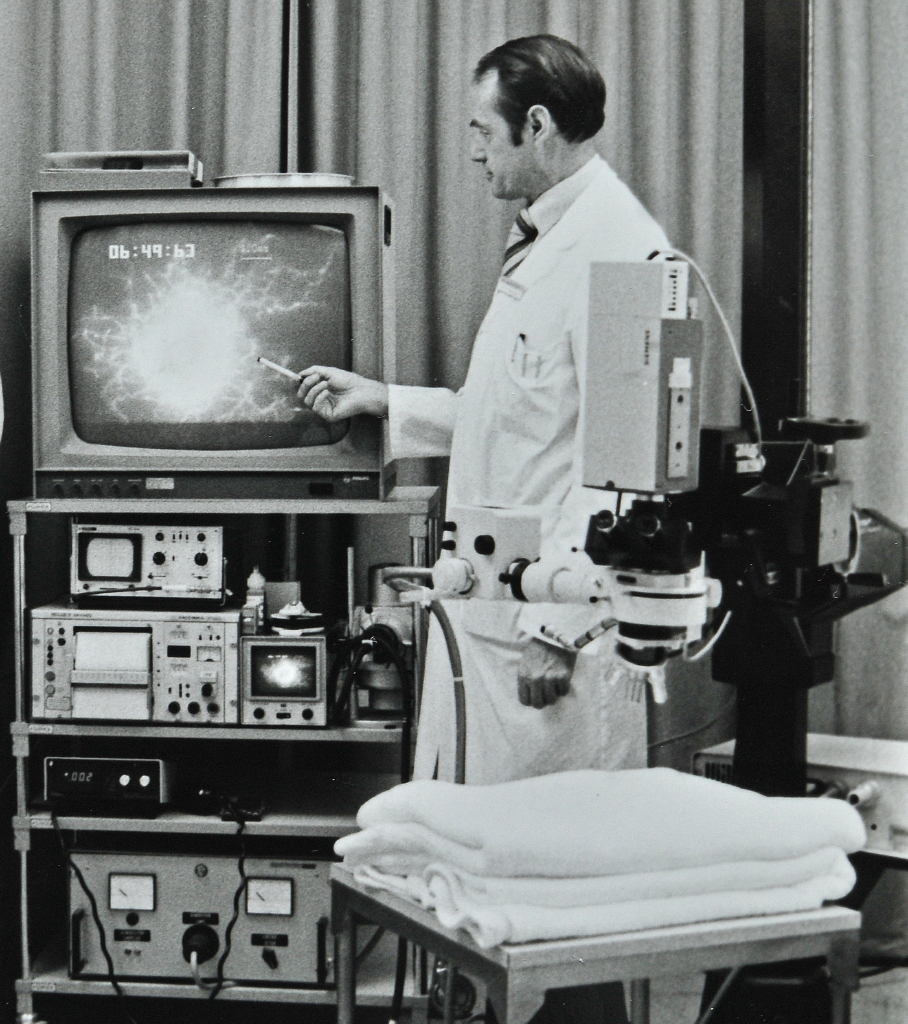
Alfred Bollinger im Mikrozirkulationslabor

Alfred Bollinger (* 23. Januar 1932 in Herisau; † 3. April 2015) war ein Schweizer Mediziner und Professor für Angiologie (Gefäßmedizin) der Universität Zürich. Alfred Bollinger gehört zu den Pionieren der Angiologie und wurde mit zahlreichen internationalen Auszeichnungen geehrt.

## Leben
Alfred Bollinger wuchs als Sohn des gleichnamigen Chefredaktors der Appenzellerzeitung Alfred Bollinger und dessen Frau Nelly Bollinger-Müller im Appenzellerland auf. Er studierte Medizin in Genf, Rom und Zürich und wurde zum Arzt für Innere Medizin und Kardiologie ausgebildet. Er begann seine Tätigkeit an der Neurologie des Universitätsspitals Zürich, wo er 1960 auch promoviert wurde, und arbeitete später an den Kantonsspitälern Olten und St. Gallen (Innere Medizin) sowie am Nationalen Herzinstitut in Mexiko-Stadt. Nach seiner Rückkehr an das Universitätsspital Zürich war Bollinger in der kardiologischen Abteilung der Medizinischen Universitäts-Poliklinik Robert Hegglin tätig. Hier erhielt Bollinger den Auftrag, eine angiologische Abteilung aufzubauen. 1969 wurde er habilitiert mit „Durchblutungsmessungen in der klinischen Angiologie“, 1971 wurde er leitender Arzt am Departement für Innere Medizin (Walter Siegenthaler) und 1977 außerordentlicher Professor für Angiologie am Universitätsspital Zürich.
Seit seiner Emeritierung 1995 betätigte sich Bollinger als Romanautor und Fotograf und verfasste medizin-historische Arbeiten. Er lebte mit seiner Frau Verena Elisabeth Bollinger-Roth in Stäfa am Zürichsee. Bollinger hatte zwei Töchter und vier Enkel. Er verstarb im Alter von 83 Jahren nach einer Krebserkrankung.

## Leistungen
- umfangreiche Untersuchungen zur peripheren arteriellen Verschlusskrankheit mit der Venenverschluss-Plethysmographie
- Einführung und erste breite klinische Anwendung der Doppler-Sonographie in Mitteleuropa bei Patienten mit arteriellen und venösen Durchblutungsstörungen (1968), später der Duplex-Sonographie in Zusammenarbeit mit Eugene Strandness, Seattle und Kurt Jäger, Zürich/Basel. Die Methode erlaubte erstmals die Messung der Schwere einer Durchblutungsstörung ohne die Anwendung von Röntgenstrahlen und Kontrastmittel.
- Indikationsstellung und langjährige Verlaufskontrolle der ersten, durch Ballonkatheter-Angioplastie behandelten Patientenkollektive mit Obliterationen der Becken- und Beinarterien mit Andreas Grüntzig, der die Geräte als Assistent der Zürcher Angiologie entwickelt, gebaut und dann erstmals eingesetzt hatte (1974). Die Analyse der Resultate ermöglichte eine Verfeinerung der Indikationsstellung und eine Optimierung bei der Wahl des Therapieverfahrens.
- Entwicklung eines neuen Fluoreszenz-Videomikroskopiesystems zur Untersuchung der humanen Hautmikrozirkulation. Die Methode ermöglicht eine bessere Unterscheidung zwischen harmlosen und ernsten Mikrozirkulationsstörungen, z. B. bei rheumatischen Erkrankungen, so dass die Behandlung entsprechend angepasst werden konnte.
- Messung der transkapillaren Diffusion von Na-Fluoreszein durch Videodensitometrie bei Gesunden und Patienten (mit Marcos Intaglietta, San Diego und Felix Mahler, Zürich/Bern). Bei Kollagenkrankheiten, Diabetes mellitus und chronischer Veneninsuffizienz ist die Durchlässigkeit der Kapillaren erhöht.
- Entwicklung der Fluoreszenz-Mikrolymphographie zur erstmaligen Darstellung des kutanen Netzes der Lymphkapillaren. Erste Messungen des Lymphkapillardrucks durch die Servo-Nulling-Technik. Die Visualisierung der initialen Lymphgefäße war die Voraussetzung für weitere Untersuchungen, wie z. B. die intralymphatische Druckmessung, die entscheidend zum Verständnis der Physiologie und Pathophysiologie des Lymphgefäßsystems beigetragen hat.

Neben seinen wissenschaftlichen Leistungen engagierte sich Bollinger als Hochschullehrer insbesondere für den wissenschaftlichen Nachwuchs. Viele seiner ehemaligen Mitarbeiter übernahmen leitende akademische Positionen.

## Auszeichnungen (Auswahl)
- Max Ratschow-Preis der Deutschen Gesellschaft für Angiologie (1969),
- Preis der holländischen Stiftung für Kreislauf- und Stoffwechselforschung (Maastricht 1988),
- Präsident (1990) und Ehrenmitglied (1992) der European Society for Microcirculation (London),
- Max Ratschow-Erinnerungsmedaille in Gold (Essen 1995, Curatorium Angiologiae Internationalis),
- Ehrenmitglied der deutschen, französischen, österreichischen, schwedischen, tschechischen und schweizerischen Gesellschaften für Angiologie, der spanischen Gesellschaft für Lymphologie, der International Society of Lymphology, des American Venous Forum und der International Union of Angiology.

## Schriften (Auswahl)
Bollinger veröffentlichte 418 Arbeiten, darunter 260 Originalarbeiten in deutschsprachigen, englischen und amerikanischen wissenschaftlichen Zeitschriften.

### Bücher
- Durchblutungsmessungen in der klinischen Angiologie. Huber, 1969.
- Funktionelle Angiologie. Thieme, 1979.
- mit Alexander Kriessmann: Praxis der Doppler-Sonographie. Thieme, 1982.
- mit Hugo Partsch: Initial Lymphatics. Thieme, 1984.
- mit Bengt Fagrell: Clinical Microcirculation. Hogrefe/Huber, 1990.

### Artikel
- A. Bollinger, F. Mahler, G. de Sépibus: Diagnostik peripherer Venenerkrankungen mit Doppler-Strömungsdetektoren. In: Dtsch. med. Wschr. Band 93, 1968, S. 2197–2201.
- A. Bollinger, P. Butti, J.-P. Barras, H. Trachsler, W. Siegenthaler: Red blood cell velocity in nailfold capillaries of man measured by a television microscopy technique. In: Microvasc. Res. Band 7, 1974, S. 61–72.
- A. Bollinger, K. Breddin, H. Hess, F. M. J. Heystraten, J. Kollath, A. Konttila, G. Pouliadis, M. Marshall, R. Mey, A. Mietaschk, F. J. Roth, W. Schoop: Semiquantitative assessment of lower limb atherosclerosis from routine angiographic images. In: Atherosclerosis. Band 38, 1981, S. 339–346.
- A. Bollinger, K. Jäger, F. Sgier, J. Seglias: Fluorescence microlymphography. In: Circulation. Band 64, 1981, S. 1195–1200.
- A. Bollinger, J. Frey, K. Jäger, J. Furrer, J. Seglias, W. Siegenthaler: Patterns of diffusion through skin capillaries in patients with long-term diabetes. In: N. Engl. J. Med. Band 307, 1982, S. 1305–1310.
- A. Bollinger, B. Saesseli, U. Hoffmann, U. K. Franzeck: Intravital detection of skin capillary aneurysms by videomicroscopy with indocyanine green in patients with progressive systemic sclerosis. In: Circulation. Band 83, 1991, S. 546–551.

## Werke
- mit Verena Bollinger: Stromboli, Vulkan Insel Symbol. AS Verlag, Zürich 1998.
- Feuer am Galeras. Roman. Buch und Medi@, München 2003
- Mit dem Ball zu den Sternen. Fussballroman. Wissner, Augsburg 2005
- Goldküste aus dem Guckfenster. Fotobuch mit Essay. Gut, Stäfa 2007
- Schurrs Aufbruch. Roman. Schwabe Johannes Petri, 2011
- mit Verena Bollinger: Stromboli, Leuchtturm des Mittelmeers. AS Verlag, Zürich 2012 ()